# Caroline Goodall
Caroline Cruice Goodall (født 13. november 1959) er en britisk film- og teaterskuespiller.

## Udvalgt filmografi

### Film
- Hook (1991) – Moira Banning
- Cliffhanger (1993) – Kristel
- Sølvhingsten (1993) – Elyne Mitchell
- Schindlers liste (1993) – Emilie Schindler
- Afsløring (1994) – Susan Hendler
- Hotel Sorrento (1995) – Meg Moynihan
- Skibbrud (1996) – Alice Sheldon
- Prinsesse eller ej (2001) – Helen Thermopolis
- Chasing Liberty (2004) – Førstedame Michelle Foster
- Dorian Gray (2009) – Lady Radley
- Min store græske tur (2009) – Dr. Elizabeth Tullen
- Nymphomaniac (2013) – Psykolog
- The Dressmaker (2015) – Elsbeth Beaumont

### Tv-serier
- Cassidy (1989) – Charlie Cassidy
- The White Queen (2013) – Cecily Neville, hertuginde af York